# Meteugoa melanoleuca
Meteugoa melanoleuca là một loài bướm đêm thuộc phân họ Arctiinae, họ Erebidae.